# Małe jąderkowe RNA
Małe jąderkowe RNA (snoRNA, z ang. small nucleolar RNA) – zlokalizowane przede wszystkim w jąderku krótkie, niekodujące cząsteczki RNA, które biorą udział w obróbce rRNA polegającej na modyfikacjach chemicznych nukleotydów.
SnoRNA występują u eukariontów i Archaea. Można je podzielić na dwie rodziny - C/D i H/ACA RNA. Te pierwsze zaangażowane są w metylację, a te drugie w pseudourydylację nukleotydów. snoRNA w większości są zlokalizowane w jąderku. Pełnią biologiczną funkcję dopiero po połączeniu w kompleksy z białkami i utworzeniu tzw. małych jąderkowych rybonukleoprotein (snoRNP, z ang. small nucleolar ribonucleoproteins). 
Większość kompleksów snoRNP bierze udział w modyfikacji chemicznej nukleotydów w rybosomalnym RNA (rRNA) oraz w snRNA, mniej liczne natomiast zaangażowane są w proces dojrzewania (cięcia) prekursorów rRNA (pre-rRNA). Prawdopodobnie pewne snoRNA mogą również uczestniczyć w modyfikacjach mRNA. Rybonukleinowe komponenty snoRNP odpowiadają za specyficzność przyłączania kompleksów do odpowiedniej sekwencji pre-rRNA, białka zaś pełnią rolę katalityczną w procesie modyfikacji lub cięcia obrabianego transkryptu. Nie wyklucza się również roli snoRNA w uzyskiwaniu przez cząstki rRNA właściwej struktury trzeciorzędowej oraz w procesie składania podjednostek rybosomu. Jedno ze snoRNA (H/ACA RNA) wchodzi też w skład telomerazy.